# Perturbação de estresse pós-traumático complexo
O transtorno de estresse pós-traumático complexo (TEPT-C)  ou perturbação de stress pós-traumático (PSPT-C) é um transtorno psicológico e físico que pode se desenvolver em resposta a experiências interpessoais prolongadas, repetidas e traumáticas, num contexto no qual o indivíduo tem pouca ou nenhuma capacidade de fuga. A PSPT-C está relacionado ao modelo de trauma de transtornos mentais e está associado a abuso ou negligência sexual, psicológica e física crónica, violência crónica por parte de um parceiro íntimo e/ou na família, vítimas de bullying prolongado no local de trabalho, lar ou na escola, vítimas de sequestro ou feitas reféns, servos contratados, vítimas de escravidão e tráfico de pessoas, trabalhadores em sweatshops, prisioneiros de guerra, sobreviventes de campos de concentração, sobreviventes de internatos, prisioneiros mantidos em confinamento solitário por um longo período de tempo, vítimas de seitas fanáticas, asilados políticos e desertores de religiões autoritárias, entre outros. Na maioria das vezes, tais abusos são dirigidos a crianças e adultos física e/ou emocionalmente vulneráveis; embora as motivações por trás de tais abusos variem e sejam predominantemente maliciosas, foi demonstrado que pode ser ocasionalmente bem-intencionados. Situações que envolvem cativeiro/aprisionamento (uma situação sem uma rota de fuga viável para a vítima ou a percepção de tal) podem levar a sintomas semelhantes ao PSPT-C, que podem incluir sentimentos prolongados de terror, inutilidade, impotência e deterioração do próprio senso de identidade.
A PSPT-C também foi referida como uma Perturbação Relacionada a Trauma e a Estressores Não Especificdos (PRTSNE).
Alguns pesquisadores acreditam que a PSPT-C é diferente, mas semelhante à PSPT, transtorno de somatização, transtorno dissociativo de identidade e transtorno de personalidade limítrofe. As suas principais distinções são o elemento interpessoal prolongado do trauma, uma distorção da identidade da pessoa e uma desregulação emocional significativa. Foi descrita pela primeira vez em 1992 por uma psiquiatra e estudiosa americana, Judith Herman, no seu livro Trauma & Recovery e num artigo que o acompanha. A perturbação está incluída na décima primeira revisão da Classificação Estatística Internacional de Doenças e Problemas Relacionados à Saúde (CID-11) da Organização Mundial de Saúde. Os critérios da PSPT-C ainda não passaram pelo conselho privado de aprovação da Associação Americana de Psiquiatria (AAP) para inclusão no Manual Diagnóstico e Estatístico de Transtornos Mentais (DSM). A PSPT complexa também é reconhecida pelo Departamento de Assuntos de Veteranos dos Estados Unidos (VA), Healthdirect Australia (HDA) e Serviço Nacional de Saúde (NHS).

## Sintomas

### Em crianças e adolescentes
O diagnóstico de PSPT foi originalmente desenvolvido para adultos que sofreram um trauma de evento único, como uma violação ou uma experiência traumática durante uma guerra. No entanto, a situação para muitas crianças é bem diferente. As crianças podem sofrer traumas crónicos, como maus-tratos, violência familiar, disfunção e/ou interrupção do apego ao cuidador principal. Em muitos casos, é o cuidador da criança que causa o trauma. O diagnóstico de PSPT não leva em consideração como os estágios de desenvolvimento das crianças podem afetar os seus sintomas e como o trauma pode afetar o desenvolvimento da criança.
O termo transtorno de desenvolvimento traumático (TDT) ou perturbação de desenvolvimento traumático (PDT) foi proposto como o equivalente infantil da PSPT-C. Esta forma de desenvolvimento devido a um trauma coloca as crianças em risco de desenvolverem distúrbios psiquiátricos e médicos. O Dr. Bessel van der Kolk explica a PDT como inúmeros encontros com traumas interpessoais, como agressão física, agressão sexual, violência ou morte. Também pode ser provocado por eventos subjetivos, como abandono, traição, derrota ou vergonha.
Traumatização repetida durante a infância leva a sintomas que diferem daqueles descritos para a PSPT. Cook e outros descrevem sintomas e características comportamentais em sete domínios:
- Apego - "problemas com limites de relacionamento, falta de confiança, isolamento social, dificuldade em perceber e responder aos estados emocionais dos outros"
- Biologia - "disfunção do desenvolvimento sensório-motor, dificuldades de integração sensorial, somatização e aumento de problemas médicos"
- Afeto ou regulação emocional - "regulação de afeto pobre, dificuldade em identificar e expressar emoções e estados internos e dificuldades em comunicar necessidades, vontades e desejos"
- Dissociação - "amnésia, despersonalização, estados de consciência com memórias discretas, afeto e funcionamento discretos e memória prejudicada de eventos"
- Controle comportamental - "problemas com controle de impulsos, agressão, autoapaziguação patológica e problemas de sono"
- Cognição - "dificuldade em regular a atenção; problemas com uma variedade de 'funções executivas', como planejamento, julgamento, iniciação, uso de materiais e automonitoramento; dificuldade no processamento de novas informações; dificuldade no foco e conclusão de tarefas; baixa constância perceptiva; problemas com o pensamento de 'causa-efeito' e problemas de desenvolvimento da linguagem, como uma lacuna entre as habilidades de comunicação receptiva e expressiva."
- Autoconceito - "narrativa autobiográfica fragmentada e desconectada, imagem corporal perturbada, baixa autoestima, vergonha excessiva e modelos internos de funcionamento negativos do self".

### Em adultos
Adultos com PSPT-C às vezes vivenciam traumatização interpessoal prolongada começando na infância, em vez de, ou também, na idade adulta. Essas lesões iniciais interrompem o desenvolvimento de um senso robusto de si mesmos e dos outros. Como a dor ou negligência física e emocional costumava ser infligida por figuras de apego, como cuidadores ou irmãos mais velhos, esses indivíduos podem desenvolver a sensação de que são fundamentalmente falhos e de que não podem confiar nos outros. Isso pode tornar-se numa forma difusa de se relacionar com as outras pessoas na vida adulta, descrita como apego inseguro. Este sintoma não está incluído no diagnóstico de transtorno dissociativo nem no de PSPT na edição atual do DSM-5 (2013). Os indivíduos com PSPT complexo também demonstram distúrbios de personalidade duradouros com um risco significativo de revitimização.
Seis grupos de sintomas foram sugeridos para o diagnóstico de PSPT-C:
- alterações na regulação dos afetos e impulsos;
- alterações na atenção ou consciência;
- alterações na autopercepção;
- alterações nas relações com os outros;
- somatização;
- alterações nos sistemas de significação.[19]

As experiências nessas áreas podem incluir::199–122
- Mudanças na regulação emocional, incluindo experiências como disforia persistente, preocupação suicida crónica, automutilação, raiva explosiva ou extremamente inibida (pode alternar) e sexualidade compulsiva ou extremamente inibida (pode alternar).
- Variações na consciência, como amnésia ou melhora na memória para eventos traumáticos, episódios de dissociação, despersonalização/desrealização e revivência de experiências (seja na forma de sintomas intrusivos de PSPT ou na preocupação ruminativa).
- Mudanças na autopercepção, como uma sensação de impotência ou falta de iniciativa, vergonha, culpa e autocensura, uma sensação de contaminação ou estigma e uma sensação de ser completamente diferente dos outros seres humanos (pode incluir uma sensação de especialidade, total solidão, uma crença que nenhuma outra pessoa o pode entender ou um sentimento de identidade não humana).
- Variadas mudanças na percepção dos perpetradores, como uma preocupação com o relacionamento com um perpetrador (incluindo uma preocupação com vingança), uma atribuição irreal de poder total a um perpetrador (embora a avaliação do indivíduo possa ser mais realista do que a do clínico), idealização ou gratidão paradoxal, um sentimento de uma relação especial ou sobrenatural com um perpetrador e aceitação do sistema de crenças ou racionalizações de um perpetrador.
- Alterações nas relações com outras pessoas, como isolamento e retraimento, ruptura em relacionamentos íntimos, busca repetida por um salvador (pode alternar com isolamento e afastamento), desconfiança persistente e falhas repetidas de autoproteção.
- Mudanças nos sistemas de significado, como a perda da fé ou sensações de desesperança.

## Diagnóstico
A PSPT-C estava a ser considerada para inclusão no DSM-IV, mas não foi incluída quando o DSM-IV foi publicado em 1994. Nem foi incluída no DSM-5. A perturbação de stress pós-traumático continua a ser listada como uma perturbação mental.

### Diagnóstico diferencial

#### Perturbação de stress pós-traumático
A perturbação de stress pós-traumático (PSPT) foi incluída no DSM-III (1980), principalmente devido ao número relativamente elevado de veteranos americanos da Guerra do Vietname que procuravam tratamento para os efeitos persistentes do stress de combate. Na década de 1980, vários pesquisadores e médicos sugeriram que a PSPT também poderia descrever com precisão as sequelas de traumas como abuso sexual infantil e violência doméstica. No entanto, logo foi sugerido que a PSPT deixava de explicar o conjunto de sintomas frequentemente observados em casos de abuso prolongado, particularmente aqueles que foram perpetrados contra crianças por cuidadores durante vários estágios de desenvolvimento da infância e adolescência. Esses pacientes costumavam ser extremamente difíceis de tratar com métodos estabelecidos.
As descrições de PSPT falham em capturar algumas das características principais do PSPT-C. Esses elementos incluem cativeiro, fragmentação psicológica, perda do senso de segurança, confiança e autoestima, bem como a tendência de ser revitimizado. Mais importante ainda, há uma perda de um senso coerente de identidade: essa perda e o perfil de sintomas que se seguiu diferenciam mais claramente a PSPT-C da PSPT.:199–122
A PSPT-C também é caracterizada por distúrbio do apego, particularmente apego inseguro generalizado ou do tipo desorganizado. No DSM-IV (1994) os transtornos dissociativos e a PSPT não incluem apego inseguro nos seus critérios. Como consequência deste aspeto da PSPT-C, quando alguns adultos com PSPT-C tornam-se pais e enfrentam as necessidades de apego dos seus próprios filhos, eles podem ter dificuldade em responder com sensibilidade, especialmente à angústia rotineira dos seus bebés e crianças pequenas - como durante separações de rotina, apesar das melhores intenções e esforços desses pais. Embora a grande maioria dos sobreviventes não abuse dos outros, esta dificuldade em criar os próprios filhos pode ter repercussões adversas no desenvolvimento social e emocional destes se os pais com esta condição e as crianças não receberem tratamento adequado.
Assim, foi sugerida uma diferenciação entre a categoria diagnóstica da PSPT-C daquela da PTSD. A PSPT-C descreve melhor o impacto negativo generalizado do trauma repetitivo crónico do que a PSPT sozinha. A PSPT pode coexistir com a PSPT, no entanto, um único diagnóstico de PSPT pode muitas vezes não encapsular suficientemente a amplitude dos sintomas experienciados por aqueles que tiveram experiências traumáticas prolongadas e, portanto, não se estende para além dos parâmetros da PSPT-C.
A PSPT-C também difere da perturbação de stress traumático contínuo (PSTC), que foi introduzido na literatura sobre trauma por Gill Straker (1987). Foi originalmente usado por médicos sul-africanos para descrever os efeitos da exposição a níveis elevados e frequentes de violência geralmente associados a conflitos civis e repressão política. O termo também se aplica aos efeitos da exposição a contextos em que a violência de gangues e o crime são endémicos, bem como aos efeitos da exposição contínua a ameaças à vida em ocupações de alto risco, como polícia, bombeiros e serviços de emergência.

#### Luto traumático
O luto traumático ou luto complicado são condições em que o trauma resulta de luto. Existem ligações conceituais entre trauma e luto, uma vez que a perda de um ente querido é inerentemente traumática. Se um evento traumático foi fatal, mas não resultou em morte, então é mais provável que o sobrevivente experiencie sintomas de stress pós-traumático. Se uma pessoa morre e o sobrevivente estava perto da pessoa que morreu, é mais provável que os sintomas de luto também se desenvolvam. Quando a morte é de um ente querido e foi repentina ou violenta, os dois sintomas costumam coincidir. Provavelmente, isso ocorre em crianças expostas à violência na comunidade.
Para a PSPT-C manifestar luto traumático, a violência ocorreria em condições de cativeiro, perda de controle e desempoderamento, coincidindo com a morte de um amigo ou ente querido em circunstâncias de risco de vida. Novamente, isso é mais provável para crianças e enteados que vivenciam violência doméstica prolongada ou crónica na comunidade, que acaba resultando na morte de amigos e entes queridos. O risco aumentado de enteados sofrerem violência e morte é conhecido como efeito Cinderela .

#### Semelhanças e diferenças com a perturbação de personalidade borderline
A PSPT-C pode compartilhar alguns sintomas tanto com a PSPT quanto com a perturbação de personalidade borderline. No entanto, há evidências suficientes para também diferenciar a PSPT-C da perturbação de personalidade borderline.

Pode ajudar a entender a interseção da teoria do apego com a PSPT-C e a PPB se lermos a seguinte opinião de Bessel A. van der Kolk juntamente com um entendimento extraído de uma descrição da PPB:
Rupturas incontroláveis ou distorções dos vínculos de apego precedem o desenvolvimento de síndromes de stress pós-traumático. As pessoas procuram maior apego diante do perigo. Os adultos, assim como as crianças, podem desenvolver fortes laços emocionais com as pessoas que os assediam, espancam e ameaçam de forma intermitente. A persistência com estes laços de apego leva à confusão da dor com o amor. O trauma pode repetir-se a níveis comportamentais, emocionais, fisiológicos e neuroendocrinológicos. A repetição nesses diferentes níveis causa uma grande variedade de sofrimento individual e social.
No entanto, pesquisadores descobriram que a PSPT-C e a PPB são perturbações completamente distintas com características diferentes. Notavelmente, a PSPT-C não é uma perturbação da personalidade. Aqueles com PSPT-C não temem o abandono ou têm padrões de relacionamento instáveis; ao invés disso, eles retiram-se. Existem diferenças distintas e notáveis entre a PPB e a PSPT-C e embora existam algumas semelhanças - predominantemente em termos de problemas com apego (embora isso ocorra de maneiras completamente diferentes) e problemas de regulação emocional (muitas vezes existe uma sensação de dor vivida) - os distúrbios são de naturezas completamente diferentes. A PSPT-C é sempre uma resposta a traumas, e não uma perturbação da personalidade.
Enquanto que os indivíduos com PPB relataram muitos dos sintomas de PSPT e PSPT-C, estes foram considerados claramente distintos, por sofrerem de sintomas que lhes são únicos. Os rácios RR apresentados na Tabela 5 revelaram que os seguintes sintomas eram altamente indicativos de PPB e não PSPT-C: (1) esforços frenéticos para evitar abandono real ou imaginário, (2) relações interpessoais instáveis e intensas caracterizadas pela alternância entre extremos de idealização e desvalorização, (3) autoimagem ou senso de self marcadamente e persistentemente instável, e (4) impulsividade. Dada a gravidade dos comportamentos suicidas e autolesivos, é importante notar que também houve diferenças marcantes na presença de comportamentos suicidas e autolesivos, com aproximadamente 50% dos indivíduos com PPB relatando este sintoma, mas muito menos em número equivalente aos que sofrem de PSPT-C e PSPT (14,3% e 16,7%, respetivamente). O único sintoma da PPB que  não difere da PSPT-C foi os sentimentos crónicos de vazio, sugerindo que, nesta amostra, este sintoma não é específico para nenhuma das condições.

 No geral, os resultados indicam que existem várias formas nas quais a PSPT complexo e a PPB diferem, consistentes com a formulação diagnóstica proposta para a PSPT-C. A PPB é caracterizada por medo de abandono, senso instável de si mesmo, relacionamentos instáveis com outras pessoas e comportamentos impulsivos e de autoflagelação. Em contraste, tanto na PSPT-C quanto na PSPT, havia pouca sintomatologia relacionada à instabilidade na autorrepresentação ou nos relacionamentos. O autoconceito tende a ser consistentemente negativo e as dificuldades nos relacionamentos referem-se principalmente à evitação destes e às sensações de alienação.
Além disso, 25% daqueles com diagnóstico de PPB não têm historial conhecido de negligência ou abuso na infância, sendo que se tem seis vezes mais chances de desenvolver PPB se se tiver um parente com a condição quando comparado com aqueles que não têm. Há quem conclua que exista uma predisposição genética para a PPB não relacionada a trauma. Pesquisadores conduzindo uma investigação longitudinal em gémeos idênticos descobriram que "fatores genéticos desempenham um papel importante nas diferenças individuais das características da perturbação de personalidade limítrofe na sociedade ocidental". Um estudo de 2014 publicado no European Journal of Psychotraumatology foi capaz de comparar e contrastar a PSPT-C, a PSPT e a PPB, descobrindo que podia também distinguir entre casos individuais de cada um e quando era comórbido, argumentando a favor de um caso de diagnósticos separados para cada. A PPB pode ser confundida com a PSPT-C por alguns sem o conhecimento adequado das duas condições, porque aqueles com PPB também tendem a sofrer de PSPT ou ter algum historial de trauma.
Em Trauma and Recovery, Herman expressa a preocupação adicional de que os pacientes que sofrem de PSPT-C frequentemente correm o risco de ser mal interpretados como inerentemente 'dependentes', 'masoquistas' ou 'autodestrutivos', comparando essa atitude ao diagnóstico erróneo da histeria feminina durante a história. No entanto, aqueles que desenvolvem PSPT-C desenvolvem-na devido à intensidade do vínculo traumático - em que alguém se torna fortemente bio-quimicamente ligado ao seu abusador, aprendendo a sobreviver e a lidar com o abuso que sofrido, desencadeia respostas que se tornam automáticas e embutidas na sua personalidade ao longo dos anos - o que é uma reação normal a uma situação anormal.

## Tratamento
Embora os tratamentos padrão baseados em evidências possam ser eficazes para o tratamento da perturbação de stress pós-traumático, o tratamento da PSPT complexo frequentemente envolve a abordagem das dificuldades de relacionamento interpessoais e um conjunto diferente de sintomas que tornam o tratamento mais difícil. De acordo com o Departamento de Assuntos de Veteranos dos Estados Unidos :
O diagnóstico atual de PSPT muitas vezes não captura totalmente o dano psicológico grave que ocorre com traumas repetidos e prolongados. Pessoas que sofrem de traumas crónicos frequentemente relatam sintomas adicionais conjuntamente com os sintomas formais de PSPT, como mudanças no seu autoconceito e na maneira como se adaptam a eventos stressantes.
A utilidade de psicoterapias derivadas para a PSPT para assistir crianças com PSPT-C é incerta. Esta área de diagnóstico e tratamento exige cautela no uso da categoria PSPT-C. O Dr. Julian Ford e o Dr. Bessel van der Kolk sugeriram que a PSPT-C pode não ser uma categoria tão útil para o diagnóstico e tratamento de crianças quanto uma categoria proposta de perturbação do desenvolvimento traumático (PDT).:60 De acordo com Courtois & Ford, para que a PDT seja diagnosticada é necessário um
historial de exposição a trauma interpessoal adverso no início da vida, como abuso sexual, físico, violência, perdas traumáticas, outras interrupções significativas ou traição das relações da criança com os cuidadores primários, que foi postulado como uma base etiológica para as perturbações de stress traumático complexo. O diagnóstico, planejamento do tratamento e os resultados são sempre conjuntos.
Como a PSPT-C ou PDT em crianças é frequentemente causado por maus-tratos crónicos, negligência ou abuso numa relação de prestação de cuidados, o primeiro elemento do sistema biopsicossocial a ser abordado é essa relação. Isso invariavelmente envolve algum tipo de proteção da criança. Isso amplia a gama de apoio que pode ser dado à criança, mas também a complexidade da situação, uma vez que as obrigações legais estatutárias podem, então, precisar de ser cumpridas.
Uma série de princípios práticos, terapêuticos e éticos para avaliação e intervenção foram desenvolvidos e explorados no campo::67
- Identificar e abordar as ameaças à segurança e estabilidade da criança ou da família são a primeira prioridade.
- Laços de confiança devem ser desenvolvidos para envolver, reter e maximizar o maior benefício para a criança e o cuidador.
- Diagnóstico, planejamento de tratamento e monitoramento de resultados são sempre conjuntos.
- Todas as fases do tratamento devem ter como objetivo aumentar as competências de autorregulação.
- Determinar com quem, quando e como lidar com as memórias traumáticas.
- Prevenir e gerenciar descontinuidades relacionamentais e crises psicossociais.

### Em adultos

#### Modelo de Recuperação de Trauma - Judith Herman
A Dra. Judith Lewis Herman, no seu livro Trauma and Recovery, propôs um modelo complexo de recuperação de trauma que ocorre em três estágios:
1. estabelecer segurança,
2. relembrar e fazer luto pelo que foi perdido,
3. reconectar-se com a comunidade e, mais amplamente, a sociedade.

Herman acredita que a recuperação só pode ocorrer dentro de um relacionamento de cura e somente se o sobrevivente for fortalecido por esse relacionamento. Esse relacionamento de cura não precisa ser romântico ou sexual no sentido coloquial de "relacionamento", também pode incluir relacionamentos com amigos, colegas de trabalho, parentes, filhos de alguém ou com um terapeuta.
Trauma complexo geram reações complexas que necessitam de tratamentos complexos. Portanto, o tratamento para a PSPT-C requer uma abordagem multimodal.
Foi sugerido que o tratamento para a PSPT complexo deva ser diferente do tratamento para a PSPT, focando em problemas que causam mais prejuízo funcional do que os sintomas da PSPT. Esses problemas incluem desregulação emocional, dissociação e problemas interpessoais. Seis componentes principais sugeridos no tratamento de traumas complexos incluem:
1. Segurança
2. Auto-regulação
3. Processamento de informação auto-reflexiva
4. Integração de experiências traumáticas
5. Engajamento relacional
6. Aumento do afeto positivo

Os componentes acima podem ser conceituados como um modelo com três fases. Cada caso não será o mesmo, mas pode-se esperar que a primeira fase consista em ensinar estratégias de enfrentamento adequadas e abordar questões de segurança. A próxima fase concentrar-se-ia em diminuir a evitação de estímulos traumáticos e aplicar as habilidades de enfrentamento aprendidas na fase um. O profissional de saúde também pode começar a desafiar suposições sobre o trauma e a apresentar narrativas alternativas sobre o trauma. A fase final consistiria em solidificar o que foi aprendido anteriormente e transferir essas estratégias para eventos stressantes futuros.

#### Intervenções neurocientíficas e informadas sobre trauma
Na prática, as formas de tratamento e intervenção variam de indivíduo para indivíduo, uma vez que existe um amplo espectro de experiências infantis de trauma e sintomatologia do desenvolvimento e nem todos os sobreviventes respondem positivamente, uniformemente, ao mesmo tratamento. Portanto, o tratamento geralmente é feito sob medida para o indivíduo. Pesquisas neurocientíficas recentes lançaram alguma luz sobre o impacto que o abuso e negligência (trauma) na infância severa tem no cérebro durante o desenvolvimento de uma criança, especificamente no que se refere ao desenvolvimento das estruturas cerebrais, função e conectividade entre crianças desde a sua infância até a idade adulta. Essa compreensão da base neurofisiológica de fenómenos de trauma complexos é o que atualmente é referido no campo da traumatologia como 'trauma informado', que se tornou a razão que influenciou o desenvolvimento de novos tratamentos direcionados especificamente àqueles com trauma de desenvolvimento infantil. O Dr. Martin Teicher, psiquiatra e pesquisador de Harvard, sugeriu que o desenvolvimento de sintomatologia específica relacionada ao trauma complexo (e, de fato, o desenvolvimento de muitas psicopatologias do início na idade adulta) pode estar conectado a diferenças de género e em que estágio do desenvolvimento infantil trauma, abuso ou negligência ocorreu. Por exemplo, está bem estabelecido que o desenvolvimento da perturbação dissociativa de identidade entre mulheres está frequentemente associada a abuso sexual na primeira infância.

#### Uso de tratamento baseado em evidências e as suas limitações
Um dos desafios atuais enfrentados por muitos sobreviventes de traumas complexos (ou perturbação do desenvolvimento traumático) é o suporte para o tratamento, uma vez que muitas das terapias atuais são relativamente caras e nem todas as formas de terapia ou intervenção são reembolsadas por seguradoras que usam práticas baseadas em evidências como critério de reembolso. A terapia cognitivo-comportamental, a terapia de exposição prolongada e a terapia comportamental dialética são formas bem estabelecidas de intervenção baseadas em evidências. Esses tratamentos são aprovados e apoiados pela Associação Americana de Psiquiatria, a Associação Americana de Psicologia e a Administração de Veteranos.

Embora os tratamentos padrão baseados em evidências possam ser eficazes para o tratamento da perturbação de stress pós-traumático padrão, o tratamento da PSPT complexo frequentemente envolve o tratamento de dificuldades de relacionamentos interpessoais e um conjunto diferente de sintomas que o tornam mais difícil de tratar. O Departamento de Assuntos de Veteranos dos Estados Unidos reconhece,
o diagnóstico atual de PSPT muitas vezes não captura totalmente o dano psicológico grave que ocorre com o trauma repetido e prolongado. Pessoas que sofrem de traumas crónicos frequentemente relatam sintomas adicionais conjuntamente com os sintomas formais de PSPT, como mudanças no seu autoconceito e na maneira como se adaptam a eventos stressantes.
Por exemplo, "evidências limitadas sugerem que [terapia cognitivo-comportamental] TCC são tratamentos [baseados em evidências] predominantemente eficazes, mas não são suficientes para atingir estados finais satisfatórios, especialmente em populações com PSPT complexo."

#### Desafios no tratamento
É amplamente reconhecido por aqueles que trabalham no campo do trauma que não existe um tratamento único e padrão para a PSPT complexo. Também não há um consenso claro sobre o melhor tratamento entre a grande comunidade de profissionais da saúde mental, que incluía psicólogos clínicos, assistentes sociais, terapeutas licenciados e psiquiatras. Embora a maioria dos profissionais do trauma neurocientificamente informados entendam a importância de utilizar uma combinação de intervenções, bem como incluir intervenções somáticas (psicoterapia sensório-motora ou experiência somática ou ioga) para fins de processamento e integração de memórias de trauma.
Sobreviventes com traumas complexos frequentemente lutam para encontrar um profissional da saúde mental que seja devidamente treinado em práticas informadas sobre trauma. Eles também podem encontrar dificuldade em receber tratamento e serviços adequados para tratar uma condição de saúde mental que não é universalmente reconhecida ou bem compreendida por médicos de clínica geral.

O Dr. Allistair e o Dr. Hull concordam com o sentimento de muitos outros pesquisadores da neurociência do trauma (incluindo o Dr. Bessel van der Kolk e o Dr. Bruce D. Perry) que argumentam:
Apresentações complexas são frequentemente excluídas dos estudos porque não se encaixam perfeitamente nas categorizações nosológicas simples necessárias para o poder da pesquisa. Isso significa que os distúrbios mais graves não são estudados adequadamente e os pacientes mais afetados por traumas precoces muitas vezes não são reconhecidos pelos serviços. Tanto histórica quanto atualmente, tanto no nível individual quanto social, "a dissociação do reconhecimento do severo impacto do abuso infantil sobre o cérebro no desenvolvimento leva a uma prestação inadequada de serviços. A assimilação em modelos de tratamento da neurociência afetiva emergente da experiência adversa poderia ajudar a restabelecer o equilíbrio."
A perturbação de stress pós-traumático complexo é uma condição da saúde mental de longo prazo que muitas vezes é difícil e relativamente cara de tratar e muitas vezes requer vários anos de psicoterapia, modos de intervenção e tratamento por profissionais da saúde mental altamente qualificados que se especializem em modalidades informadas sobre trauma concebidas para processar e integrar memórias de traumas da infância com o objetivo de atenuar os sintomas e melhorar a qualidade de vida do sobrevivente. Retardar a terapia para pessoas com PSPT complexo, intencionalmente ou não, pode agravar a condição.

#### Tratamento de modalidades e intervenções recomendadas
Não há nenhum tratamento que tenha sido projetado especificamente para a PSPT complexo em adultos (com exceção da psicoterapia baseada em componentes), há muitas intervenções terapêuticas usadas por profissionais da saúde mental para tratar a perturbação de stress pós-traumático. Em fevereiro de 2017, a PTSD Guideline Development Panel (GDP) da Associação Americana de Psicologia recomenda fortemente o seguinte para o tratamento da PSPT:
1. terapia cognitivo-comportamental (TCC) e TCC focada no trauma
2. terapia de processamento cognitivo (TPC)
3. terapia cognitiva (TC)
4. terapia de exposição prolongada (PE)

A Associação Americana de Psicologia também recomenda condicionalmente
1. psicoterapia eclética breve (PEB)
2. dessensibilização e reprocessamento do movimento ocular (EMDR)[55][56][57][58][59]
3. terapia de exposição narrativa (TEN)

Embora esses tratamentos tenham sido recomendados, ainda há um debate em andamento sobre o melhor e mais eficaz tratamento para a PSPT complexo. Muitos tratamentos commumente usados são considerados complementares ou alternativos, uma vez que ainda faltam pesquisas para classificar essas abordagens como baseadas em evidências. Algumas dessas intervenções e modalidades adicionais incluem:
1. biofeedback
2. recursos diádicos (usado com EMDR)[60]
3. terapia focada emocionalmente
4. técnica de liberdade emocional (TLE) ou tapping[61]
5. Terapia assistida por equinos[62]
6. terapia de artes expressivas
7. terapia de sistemas familiares internos[63]
8. terapia comportamental dialética (TCD)
9. terapia de sistemas familiares
10. terapia de grupo[43]
11. neurofeedback[64][65][66]
12. terapia psicodinâmica
13. psicoterapia sensório-motora[67][68]
14. experienciação somática
15. ioga, especificamente ioga sensível a trauma[69]

### Argumentos contra o diagnóstico de PSPT complexo
Embora a aceitação da ideia da PSPT complexo tenha aumentado entre os profissionais da saúde mental, a pesquisa fundamental necessária para a validação adequada de uma nova perturbação é insuficiente, isto em 2013. A perturbação foi proposta sob o nome PRTSNE para inclusão no DSM-IV, mas foi rejeitada pelos membros do comité do Manual Diagnóstico e Estatístico de Transtornos Mentais (DSM) da Associação Americana de Psiquiatria por falta de pesquisa de validade diagnóstica suficiente. Entre as limitações declaradas estava um estudo que mostrou que 95% dos indivíduos que poderiam ser diagnosticados com PRTSNE eram diagnosticados com PSPT, levantando questões sobre a utilidade de uma perturbação adicional. Após o fracasso da PRTSNE em obter reconhecimento formal no DSM-IV, o conceito foi reempacotado para crianças e adolescentes e recebeu um novo nome, perturbação do desenvolvimento traumático. Apoiadores da PDT apelaram aos desenvolvedores do DSM-5 para reconhecerem a PDT como um novo distúrbio. Assim como os desenvolvedores do DSM-IV se recusaram a incluir a PRTSNE, os desenvolvedores do DSM-5 recusaram-se a incluir a PDT devido à falta de pesquisa.
Uma das principais justificações oferecidas para a proposição desta perturbação é que o sistema atual de diagnóstico de PSPT mais perturbações comórbidas não capturam a ampla gama de sintomas num diagnóstico. Como os indivíduos que sofreram traumas repetidos e prolongados frequentemente apresentam PSPT mais outras perturbações psiquiátricas concomitantes, alguns pesquisadores argumentaram que uma única perturbação ampla, como a PSPT-C, forneceria um diagnóstico melhor e mais parcimonioso do que o sistema atual de PSPT mais perturbações comórbidas. Por outro lado, um artigo publicado na BioMed Central postulou que não há evidências de que ser rotulado com uma única perturbação leva a um tratamento melhor do que ser rotulado com PSPT conjuntamente com outras perturbações.
A PSPT complexo abrange uma gama mais ampla de sintomas relativos à PSPT, enfatizando especificamente os problemas de regulação emocional, autoconceito negativo e problemas interpessoais. Diagnosticar PSPT complexo pode implicar que esta gama mais ampla de sintomas é causada por experiências traumáticas, ao invés de reconhecer quaisquer experiências preexistentes de trauma que poderiam levar a um risco maior de experienciar traumas futuros. Também afirma que essa gama mais ampla de sintomas e maior risco de traumatização estão relacionados por variáveis de confusão ocultas e não há relação causal entre os sintomas e as experiências de trauma. No diagnóstico de PSPT, a definição do evento stressor é estritamente limitada a eventos com risco de vida, com a implicação de que são eventos tipicamente súbitos e inesperados. A PSPT complexo ampliou a definição de eventos stressores potenciais, chamando-os de eventos adversos e deliberando abandonar a referência a risco de vida, de modo que experiências como negligência, abuso emocional ou viver em uma zona de guerra sem ter vivido especificamente eventos ameaçadores, possam ser incluídas. Ao ampliar o critério de stressor, um artigo publicado pelo Child and Youth Care Forum afirma que isso levou a diferenças confusas entre definições concorrentes de PSPT complexo, minando a operacionalização clara de sintomas vistos como um dos sucessos do DSM.
Um dos principais argumentos para uma nova perturbação é a alegação de que os indivíduos que apresentam sintomatologia complexa de stress pós-traumático costumam ser mal diagnosticados e, como consequência, podem receber intervenções de tratamento inadequadas ou inapropriadas. 
O movimento para reconhecer a PSPT complexo tem sido criticado por aproximar o processo de validação diagnóstica de trás para frente. O processo típico para a validação de novas perturbações inclui publicar primeiro estudos de casos de pacientes individuais que manifestem todos esses problemas e demonstrar claramente como eles são diferentes de pacientes que sofram de diferentes tipos de traumas. Não há relatos de casos conhecidos com avaliações repetidas prospetivas para demonstrar claramente que os sintomas alegados seguiram os eventos adversos. Então, o próximo passo seria conduzir estudos de grupo bem planejados. Ao invés disso, os defensores da PSPT complexo têm "empurrado" o reconhecimento de uma doença antes da realização de qualquer uma das avaliações repetidas potenciais que são necessárias.

## References
1. 1 2 3 4  Cook A, Blaustein M, Spinazzola J, Van Der Kolk B (2005). «Complex trauma in children and adolescents». Psychiatric Annals. 35: 390–398. doi:10.3928/00485713-20050501-05
2. ↑  Cortman, Christopher; Walden, Joseph (15 de outubro de 2018). Keep pain in the past : getting over trauma, grief and the worst that's ever happened to you. Coral Gables, FL: [s.n.] ISBN 978-1-63353-810-8. OCLC 1056250299
3. ↑  «Variation in post-traumatic response: the role of trauma type in predicting ICD-11 PTSD and CPTSD symptoms» (PDF). Social Psychiatry and Psychiatric Epidemiology. 52: 727–736. Junho de 2017. PMID 28194504. doi:10.1007/s00127-017-1350-8
4. ↑  «Translation and validation of the Chinese ICD-11 International Trauma Questionnaire (ITQ) for the Assessment of Posttraumatic Stress Disorder (PTSD) and Complex PTSD (CPTSD)». European Journal of Psychotraumatology. 10. 1608718 páginas. 31 de dezembro de 2019. PMC 6522970. PMID 31143410. doi:10.1080/20008198.2019.1608718
5. ↑  «Religious Trauma Syndrome: It's Time to Recognize it» (PDF). ndavidhubbardlmhc.com. Consultado em 21 de maio de 2020
6. ↑  Wright, Keith T. (2001). Religious Abuse: A Pastor Explores the Many Ways Religion Can Hurt As Well As Heal. Kelowna, B.C: Northstone Publishing. ISBN 1-896836-47-X
7. 1 2 3 4 5 6 7  Herman, Judith L. (30 de maio de 1997). Trauma and Recovery: The Aftermath of Violence--From Domestic Abuse to Political Terror. [S.l.]: Basic Books. ISBN 978-0-465-08730-3. Consultado em 29 de outubro de 2012
8. ↑  Luxenberg, Toni; Spinazzola, Joseph; Van der Kolk, Bessel (novembro de 2001). «Complex trauma and disorders of extreme stress (DESNOS) diagnosis, part one: Assessment» (PDF). Directions in Psychiatry. 21. 22 páginas
9. 1 2  «A review of current evidence regarding the ICD-11 proposals for diagnosing PTSD and complex PTSD» (PDF). Clinical Psychology Review. 58: 1–15. Dezembro de 2017. PMID 29029837. doi:10.1016/j.cpr.2017.09.001
10. 1 2 3 4  Herman JL (1992). «Complex PTSD: A syndrome in survivors of prolonged and repeated trauma» (PDF). Journal of Traumatic Stress. 5: 377–391. doi:10.1007/BF00977235[ligação inativa]
11. ↑  van der Hart O, Nijenhuis ER, Steele K (outubro de 2005). «Dissociation: An insufficiently recognized major feature of complex posttraumatic stress disorder» (PDF). Journal of Traumatic Stress. 18: 413–23. PMID 16281239. doi:10.1002/jts.20049
12. ↑  «Complex Trauma And Developmental Trauma Disorder» (PDF). National Child Traumatic Stress Network. Consultado em 14 de novembro de 2013. Cópia arquivada (PDF) em 5 de dezembro de 2013
13. 1 2  Ford JD, Grasso D, Greene C, Levine J, Spinazzola J, van der Kolk B (agosto de 2013). «Clinical significance of a proposed developmental trauma disorder diagnosis: results of an international survey of clinicians». The Journal of Clinical Psychiatry. 74: 841–9. PMID 24021504. doi:10.4088/JCP.12m08030
14. 1 2  «Developmental trauma disorder» (PDF). Psychiatric Annals. 2005. pp. 401–408. Consultado em 14 de novembro de 2013
15. ↑  Cook; Blaustein; Spinazzola; van der Kolk, eds. (2003). Complex Trauma in Children and Adolescents: White Paper from the National Child Traumatic Stress Network, Complex Trauma Task Force (PDF). [S.l.]: National Child Traumatic Stress Network. Consultado em 14 de novembro de 2013
16. ↑  Zlotnick C, Zakriski AL, Shea MT, Costello E, Begin A, Pearlstein T, Simpson E (abril de 1996). «The long-term sequelae of sexual abuse: support for a complex posttraumatic stress disorder». Journal of Traumatic Stress. 9: 195–205. PMID 8731542. doi:10.1007/BF02110655
17. ↑  Ide N, Paez A (2000). «Complex PTSD: a review of current issues». International Journal of Emergency Mental Health. 2: 43–9. PMID 11232103
18. 1 2  Roth S, Newman E, Pelcovitz D, van der Kolk B, Mandel FS (outubro de 1997). «Complex PTSD in victims exposed to sexual and physical abuse: results from the DSM-IV Field Trial for Posttraumatic Stress Disorder». Journal of Traumatic Stress. 10: 539–55. PMID 9391940. doi:10.1002/jts.2490100403
19. 1 2  Pelcovitz D, van der Kolk B, Roth S, Mandel F, Kaplan S, Resick P (janeiro de 1997). «Development of a criteria set and a structured interview for disorders of extreme stress (SIDES)». Journal of Traumatic Stress. 10: 3–16. PMID 9018674. doi:10.1002/jts.2490100103
20. 1 2  «Complex PTSD». www.ptsd.va.gov (National Center for PTSD). United States Department of Veterans Affairs. 2007
21. ↑  American Psychiatric Association (17 de março de 2018). «American Psychiatric Association Board of Trustees Approves DSM-5». American Psychiatric Association. Consultado em 30 de abril de 2013. Cópia arquivada em 4 de maio de 2013
22. ↑  Courtois DA (2004). «Complex Trauma, Complex Reactions: Assessment and Treatment» (PDF). Psychotherapy: Theory, Research, Practice, Training. 41: 412–425. CiteSeerX 10.1.1.600.157. doi:10.1037/0033-3204.41.4.412
23. 1 2  van der Kolk BA, Roth S, Pelcovitz D, Sunday S, Spinazzola J (outubro de 2005). «Disorders of extreme stress: The empirical foundation of a complex adaptation to trauma» (PDF). Journal of Traumatic Stress. 18: 389–99. PMID 16281237. doi:10.1002/jts.20047
24. ↑  «Distorted maternal mental representations and atypical behavior in a clinical sample of violence-exposed mothers and their toddlers». Journal of Trauma & Dissociation. 9: 123–47. 2008. PMC 2577290. PMID 18985165. doi:10.1080/15299730802045666, pp. 123-149
25. ↑  Kaufman J, Zigler E (abril de 1987). «Do abused children become abusive parents?». The American Journal of Orthopsychiatry. 57: 186–192. PMID 3296775. doi:10.1111/j.1939-0025.1987.tb03528.x
26. ↑  Schechter DS, Willheim E (julho de 2009). «Disturbances of attachment and parental psychopathology in early childhood». Child and Adolescent Psychiatric Clinics of North America. 18: 665–86. PMC 2690512. PMID 19486844. doi:10.1016/j.chc.2009.03.001
27. ↑  «Caregiver traumatization adversely impacts young children's mental representations on the MacArthur Story Stem Battery». Attachment & Human Development. 9: 187–205. Setembro de 2007. PMC 2078523. PMID 18007959. doi:10.1080/14616730701453762
28. ↑  Straker, Gillian (1987). «The Continuous Traumatic Stress Syndrome. The Single Therapeutic Interview». Psychology in Society: 46–79
29. ↑  Bonanno GA (2006). «Is Complicated Grief a Valid Construct?». Clinical Psychology: Science and Practice. 13: 129–134. doi:10.1111/j.1468-2850.2006.00014.x
30. ↑  Jacobs S, Mazure C, Prigerson H (2000). «Diagnostic criteria for traumatic grief». Death Studies. 24: 185–99. PMID 11010626. doi:10.1080/074811800200531
31. ↑  Ambrose, Jeannette. «Traumatic Grief: What We Need to Know as Trauma Responders» (PDF)
32. ↑  Figley, Charles (1 de abril de 1997). Death And Trauma: The Traumatology Of Grieving. [S.l.]: Taylor & Francis. ISBN 978-1-56032-525-3. Consultado em 28 de outubro de 2012
33. ↑  Rando, Therese A. (fevereiro de 1993). Treatment of complicated mourning. [S.l.]: Research Press. ISBN 978-0-87822-329-9. Consultado em 28 de outubro de 2012
34. ↑  Rando, Therese A. (1 de janeiro de 1994). «Complications in Mourning Traumatic Death.». In:  Corless; Germino; Pittman. Dying, death, and bereavement: theoretical perspectives and other ways of knowing. [S.l.]: Jones and Bartlett. pp. 253–271. ISBN 978-0-86720-631-9. Consultado em 28 de outubro de 2012
35. ↑  Green BL (2000). «Traumatic Loss: Conceptual and Empirical Links Between Trauma and Bereavement». Journal of Personal and Interpersonal Loss. 5: 1–17. doi:10.1080/10811440008407845
36. ↑  Pynoos RS, Nader K (1988). «Psychological first aid and treatment approach to children exposed to community violence: Research implications». Journal of Traumatic Stress. 1: 445–473. doi:10.1002/jts.2490010406
37. ↑  «Psychological First Aid» (PDF). Adapted from Pynoos RS, Nader K (1988). National Child Traumatic Stress Network. Consultado em 29 de outubro de 2012. Cópia arquivada (PDF) em 4 de março de 2016
38. ↑  van der Kolk BA, Courtois CA (outubro de 2005). «Editorial comments: Complex developmental trauma» (PDF). Journal of Traumatic Stress. 18: 385–8. PMID 16281236. doi:10.1002/jts.20046
39. 1 2  Cloitre M, Garvert DW, Weiss B, Carlson EB, Bryant RA (15 de setembro de 2014). «Distinguishing PTSD, Complex PTSD, and Borderline Personality Disorder: A latent class analysis». European Journal of Psychotraumatology. 5. 25097 páginas. PMC 4165723. PMID 25279111. doi:10.3402/ejpt.v5.25097
40. ↑  «Heritability of borderline personality disorder features is similar across three countries» (PDF). Psychological Medicine. 38: 1219–29. Setembro de 2008. PMID 17988414. doi:10.1017/S0033291707002024
41. ↑  «Trauma Therapy Articles: Descilo: Understanding and Treating Traumatic Bonds». www.healing-arts.org
42. ↑  «Complex PTSD - PTSD: National Center for PTSD». www.ptsd.va.gov (em inglês). US Department of Veteran Affairs. Consultado em 1 de janeiro de 2020  Este artigo incorpora texto desta fonte, que está no domínio público.
43. 1 2 3 4  Ford, Julian D.; Cloitre, Marylene (2009). «Chapter 3: Best Practices in Psychotherapy for Children and Adolescents». In:  Courtois; Herman. Treating complex traumatic stress disorders : an evidence-based guide 1st ed. [S.l.]: Guilford Press. ISBN 978-1-60623-039-8
44. ↑  Lawson, David (julho de 2017). «Treating Adults With Complex Trauma: An Evidence-Based Case Study». Journal of Counseling and Development. 95: 288–298. doi:10.1002/jcad.12143
45. ↑  |«Psychotherapies for PTSD: what do they have in common?». European Journal of Psychotraumatology. 6. 28186 páginas. 2015. PMC 4541077. PMID 26290178. doi:10.3402/ejpt.v6.28186
46. ↑  «The enduring effects of abuse and related adverse experiences in childhood. A convergence of evidence from neurobiology and epidemiology». European Archives of Psychiatry and Clinical Neuroscience. 256: 174–86. Abril de 2006. PMC 3232061. PMID 16311898. doi:10.1007/s00406-005-0624-4
47. ↑  Teicher MH, Samson JA, Anderson CM, Ohashi K (setembro de 2016). «The effects of childhood maltreatment on brain structure, function and connectivity». Nature Reviews. Neuroscience. 17: 652–66. PMID 27640984. doi:10.1038/nrn.2016.111
48. ↑  «Complex PTSD». U.S. Department of Veterans Affairs. 2019
49. ↑  Dorrepaal E, Thomaes K, Hoogendoorn AW, Veltman DJ, Draijer N, van Balkom AJ (2014). «Evidence-based treatment for adult women with child abuse-related Complex PTSD: a quantitative review». European Journal of Psychotraumatology. 5. 23613 páginas. PMC 4199330. PMID 25563302. doi:10.3402/ejpt.v5.23613
50. ↑  Corrigan FM, Hull AM (abril de 2015). «Neglect of the complex: why psychotherapy for post-traumatic clinical presentations is often ineffective». BJPsych Bulletin. 39: 86–9. PMC 4478904. PMID 26191439. doi:10.1192/pb.bp.114.046995
51. ↑  «Critical Analysis of the Current Treatment Guidelines for Complex Ptsd in Adults». Depression and Anxiety. 33: 359–69. Maio de 2016. PMID 26840244. doi:10.1002/da.22469
52. ↑  Grossman FK, Spinazzola J, Zucker M, Hopper E (2017). «Treating adult survivors of childhood emotional abuse and neglect: A new framework». The American Journal of Orthopsychiatry. 87: 86–93. PMID 28080123. doi:10.1037/ort0000225
53. ↑  American Psychological Association Guideline Developmental Panel (fevereiro de 2017). «Clinical Practice Guideline for the Treatment of PTSD» (PDF)
54. ↑  «Eye Movement Desensitization and Reprocessing (EMDR) Therapy». American Psychological Association
55. ↑  van der Kolk BA, Spinazzola J, Blaustein ME, Hopper JW, Hopper EK, Korn DL, Simpson WB (janeiro de 2007). «A randomized clinical trial of eye movement desensitization and reprocessing (EMDR), fluoxetine, and pill placebo in the treatment of posttraumatic stress disorder: treatment effects and long-term maintenance» (PDF). The Journal of Clinical Psychiatry. 68: 37–46. PMID 17284128. doi:10.4088/jcp.v68n0105
56. ↑  Korn DL, Leeds AM (dezembro de 2002). «Preliminary evidence of efficacy for EMDR resource development and installation in the stabilization phase of treatment of complex posttraumatic stress disorder» (PDF). Wiley. Journal of Clinical Psychology. 58: 1465–87. PMID 12455016. doi:10.1002/jclp.10099
57. ↑  Fisher, Janina (2001). «Modified EMDR Resource Development and Installation Protocol» (PDF). Trauma Center Boston, MA
58. ↑  Parnell, Laura (1999). EMDR in the Treatment of Adults Abused as Children. [S.l.]: Norton Professional Books. ISBN 978-0-393-70298-9
59. ↑  Parnell, Laura; Felder, Elaine (1999). Attachment-Focused EMDR: Healing Relational Trauma. [S.l.]: W.W.Norton and Company. ISBN 978-0-393-70745-8
60. ↑  Manfield, Phil (2010). Dyadic Resourcing: Creating a Foundation for Processing Trauma. [S.l.]: Create Space Independent. ISBN 978-1-4537-3813-9
61. ↑  Parnell, Laura (2008). Tapping In: A Step-by-Step Guide to Activating Your Healing Resources Through Bilateral Stimulation. [S.l.]: Sounds True. ISBN 978-1-59179-788-3. Laurel Parnell.
62. ↑  Dorotik-Nana, Claire (fevereiro de 2011). «Is Equine Therapy Supported By Research?». PsychCentral
63. ↑  Anderson, Frank; Schwartz, Richard; Sweezy, Martha (2017). Internal Family Systems Skills Training Manual: Trauma-Informed Treatment for Anxiety, Depression, PTSD & Substance Abuse. [S.l.]: PESI Publishing and Media. ISBN 978-1-68373-087-3
64. ↑  van der Kolk BA, Hodgdon H, Gapen M, Musicaro R, Suvak MK, Hamlin E, Spinazzola J (abril de 2019). «A Randomized Controlled Study of Neurofeedback for Chronic PTSD». PLOS ONE. 11: e0166752. PMC 5161315. PMID 27992435. doi:10.1371/journal.pone.0166752
65. ↑  Fisher, Sebern (21 de abril de 2014). Neurofeedback in the Treatment of Developmental Trauma: Calming the Fear-Driven Brain. [S.l.]: W.W. Norton and Company. ISBN 978-0-393-70786-1
66. ↑  Othmer, Siegfried Othmer; Othmer, Susan (primavera de 2009). «Post Traumatic Stress Disorder: The Neurofeedback Remedy» (PDF). Association for Applied Psychophysiology & Biofeedback. Biofeedback. 37 (1): 24–31. doi:10.5298/1081-5937-37.1.24
67. ↑  Odgen, Pat; Minton, Kekuni; Pain, Clare (2015). Sensorimotor Psychotherapy: Interventions for Trauma and Attachment. [S.l.]: W.W. Norton and Company. ISBN 978-0-393-70613-0
68. ↑  Cantrell, Andy; Nuri, Gene-Cos; Fisher, Janina; Odgen, Pat (2016). «Sensorimotor Psychotherapy Group Therapy in the Treatment of Complex PTSD» (PDF). Annuals of Psychiatry Mental Health. 4 (4): 299–311. ISSN 2374-0124
69. ↑  van der Kolk BA, Stone L, West J, Rhodes A, Emerson D, Suvak M, Spinazzola J (junho de 2014). «Yoga as an adjunctive treatment for posttraumatic stress disorder: a randomized controlled trial» (PDF). The Journal of Clinical Psychiatry. 75: e559-65. PMID 25004196. doi:10.4088/JCP.13m08561
70. ↑  Keane TM (maio de 2013). «Interview: does complex trauma exist? A "long view" based on science and service in the trauma field. Interview by Lisa M Najavits». Journal of Clinical Psychology. 69: 510–5. PMID 23564601. doi:10.1002/jclp.21991
71. ↑  van der Kolk BA (2005). «Developmental trauma disorder: toward a rational diagnosis for children with complex trauma histories.». Psychiatric Annals. 35: 401–408. doi:10.3928/00485713-20050501-06
72. ↑  D'Andrea W, Ford J, Stolbach B, Spinazzola J, van der Kolk BA (abril de 2012). «Understanding interpersonal trauma in children: why we need a developmentally appropriate trauma diagnosis» (PDF). The American Journal of Orthopsychiatry. 82: 187–200. PMID 22506521. doi:10.1111/j.1939-0025.2012.01154.x
73. 1 2  Schmid M, Petermann F, Fegert JM (janeiro de 2013). «Developmental trauma disorder: pros and cons of including formal criteria in the psychiatric diagnostic systems». BMC Psychiatry. 13. 3 páginas. PMC 3541245. PMID 23286319. doi:10.1186/1471-244X-13-3
74. ↑  Scheeringa MS (agosto de 2015). «Untangling Psychiatric Comorbidity in Young Children Who Experienced Single, Repeated, or Hurricane Katrina Traumatic Events». Child & Youth Care Forum. 44: 475–492. PMC 4511493. PMID 26213455. doi:10.1007/s10566-014-9293-7
75. ↑  Scheeringa, Michael S (10 de outubro de 2017). «Chapter 8. Facing the Disinformation Critics of the DSM-5». They'll Never Be the Same: A Parent's Guide to PTSD in Youth. [S.l.]: Central Recovery Press. ISBN 978-1-942094-61-6